# Dhimmi
Dhimmi ("beskyttede folk" efter det arabiske ord dhimma, der betyder "pagt", "forpligtelse" eller "aftale") er en historisk betegnelse for ikke-muslimske borgere i et muslimsk styret samfund. Status som dhimma blev givet til bogens folk, som indbefattede jøder, kristne, sabæere og sommetider zoroastrianere og hinduer. Den gav ret til beskyttelse, lokalt selvstyre og opretholdelse af egne religiøse og juridiske traditioner til gengæld for betaling af en særlig skat (jizya). Sommetider var den ledsaget af særlige regler mht. påklædning, beskæftigelse og bopæl.
Det menes, at den første egentlige dhimmi-lovgivning blev indført under Umar ibn al-Khattab, den anden kalif. Det skete i forbindelse med, at de muslimske erobringer i 600-tallet af stadig større landområder og deres befolkninger skabte et stigende behov for at regulere forholdet mellem de muslimske herskere og deres ikke-muslimske undersåtter.
Systemet indebar en diskriminerende særstatus for de berørte befolkningsgrupper, der på flere måder lignede jødernes status i Europa før emancipationen i 1800-tallet. Det blev afskaffet i løbet af 1800-tallet som en del af Tanzimat-reformerne. I 1839 udstedte den osmanniske sultan et dekret, der proklamerede, at alle indbyggere i det osmanniske rige var lige uanset deres religion. Dekretet blev fulgt op af nye bestemmelser i 1856, der afskaffede jizya-skatten og gav ikkemuslimer adgang til hæren. I moderne muslimske stater anvender retsvæsenet ikke begrebet.